# Nomzamo
Nomzamo (également appelé Lwandle) est un township d'Afrique du Sud, située dans la province du Cap-Occidental à l'est de la ville du Cap. 

## Étymologie
Les deux noms de Lwandle (mer en xhosa) et Nomzamo sont parfois utilisés de manière interchangeable pour désigner le même township. En périphérie de la ville de Strand, Nomzamo est une excroissance du township surpeuplé de Lwandle, créé à l'époque de l'apartheid pour héberger les travailleurs noirs masculins et célibataires. De nos jours, le secteur de Nomzano est un quartier bien plus dense que celui de Lwandle.

## Localisation
Lwandle/Nomzamo est situé à 50 km au sud-est de la ville du Cap, dans le bassin d'Heidelberg à proximité de la ville de Strand.

## Quartiers
Lwandle/Nomzamo comprend 2 secteurs : le quartier de Lwandle et le township de Nomzamo.

## Démographie
Selon le recensement de 2011, Lwandle/Nomzamo  compte 60 528 habitants, essentiellement issus de la communauté bantoue (93,27 %) de langue xhosa (74,42 %). Les Coloureds représentent 4 % des habitants et les Blancs environ 0,31 % des résidents.
Le quartier originel de Lwandle compte 19 818 habitants (96,15 % de noirs) tandis que celui de Nomzamo compte 40 710 habitants (91,87 % de noirs) .

## Historique
Lwandle est créé en 1958, dans une zone rurale et agricole à l'est de la ville du Cap afin d'accueillir les travailleurs noirs masculins et célibataires. Le terrain, situé entre la route nationale N2 et la ville de Strand, appartient alors à la section gouvernementale du conseil divisionnaire de Stellenbosch qui l'a acquise deux auparavant d'un fermier. Au contraire des townships urbains tels que Langa, Khayelitsha et Gugulethu, Lwandle est conçu comme un «hostel» (centre d'accueil) destiné à recevoir provisoirement des jeunes travailleurs migrants. Une autre spécificité de Lwandle est qu'il est créé près de Strand, en pleine zone affectée à la population blanche en vertu du Group Areas Act. 
Au début, Lwandle était censé recevoir quelque 500 travailleurs migrants célibataires originaires du Cap-Oriental, des bantoustans du Transkei et du Ciskei afin de travailler dans les exploitations agricoles  situées autour des villes voisines de Gordons Bay, Somerset West et Strand. Dans tous les cas, si les hommes étaient mariés, ils n'avaient pas le droit de faire venir avec eux leurs épouses et enfants. Tous devaient porter sur eux en permanence un passeport intérieur (le Dompass) pour leur permettre de circuler en dehors de leur bantoustan, notamment entre leur lieu de résidence à Lwandle et les zones blanches où ils travaillaient.  
En dépit du contrôle strict imposé par le gouvernement, les infrastructures résidentielles de Lwandle deviennent progressivement insuffisantes pour recevoir un nombre croissant d'année en année de travailleurs migrants. Dans les années 1980, Lwandle est devenu un lieu de révolte et de contestation de l'apartheid. En 1986, le Dompass est aboli. Plus aucun contrôle n'est dès lors effectué des populations venant s'établir à Lwandle. Des bidonvilles apparaissent en périphérie (Umgababa) débordant le périmètre attribué à l'ancien hostel. Le secteur abrite alors plus de 3 000 personnes. 
Le gouvernement ouvre alors des lieux d'hébergement à Waterkloof farm (actuel Chris Nissen Park), de l'autre côté de la N2 pour désengorger Lwandle mais Waterkloof farm ne dispose pas de raccordement au service des eaux ou de toilettes. Ses résidents se retrouvent alors obligés de traverser l'autoroute pour disposer de ces commodités à Lwandle. Les nombreux accidents mortels qui surviennent amènent le gouvernement à trouver une solution permanente et à aménager officiellement un township au début des années 90 qui prend le nom de Nomzamo. 
Aujourd'hui, tout le secteur de Lwandle/Nomzamo compte une population dépassant les 60 000 habitants. Les anciens hostels ont été convertis en résidences familiales lors de la mise en œuvre du programme de reconstruction et de développement (1997-2003).

## Administration
Lwandle/Nomzamo est géré par la municipalité métropolitaine de la ville du Cap.

## Politique
Les quartiers de Lwandle/Nomzamo  se situent dans le 8e arrondissement (sub council 8) du Cap. Ils se partagent entre 2 circonscriptions municipales: 
- la circonscription municipale no 85 (Nomzamo - Onverwacht - George Park - Asanda au sud-est de Mbhele Road, au sud-ouest de la N2 et au nord-ouest de Hlathi Road)) dont le conseiller municipal est Mbuyiselo Matha (ANC)[4].
- la circonscription municipale no 86 (Lwandle - Helderberg Park - Greenways - Sercor Park - Nomzamo - Broadlands Village) dont le conseiller municipal est Jongidumo Maxheke (ANC)[5].